# 혁명적비인기동맹
혁명적비인기동맹(일본어: 革命的非モテ同盟 카쿠메이테키히모테도메이[*]), 약칭 혁비동(일본어: 革非同 카쿠히도[*])은 2007년부터 일본에서 벌어지는 크리스마스 분쇄데모(일본어: クリスマス粉砕デモ 쿠리스마스훈사이데모[*])의 주최단체다. 크리스마스 이브와 크리스마스 양일이 커플의 데이트 날이 된 것에 항의하는 것이 목적이다.
설립자이자 종신 서기장은 후루사와 카츠히로로, 여성에게 차인 뒤 『공산당 선언』을 읽고 “비인기는 계급문제”임을 깨달았다고 한다. 주요 구호는 “크리스마스 분쇄!”, “연애자본주의 반대!”, “커플은 자아비판하라!”, “노상 애정표현은 테러행위, 테러와의 전쟁이다” 등이다.
발렌타인 데이도 "과자제조사의 음모"라며 발렌타인데이 분쇄시위도 벌이고 있다.